# Округ Крупина
Округ Крупина (слч. Okres Krupina) округ је у Банскобистричком крају, у Словачкој Републици. Административно средиште округа је град Крупина.

## Географија
Налази се у западном дијелу Банскобистричког краја.
Граничи:
- на сјеверу је Округ Банска Штјавњица и Округ Звољен,
- источно Округ Вељки Кртиш,
- западно и јужно Њитрански крај.

Клима је умјерено континентална.

## Становништво
| Година:    | 1994.  | 2004.   | 2014.   | 2024.   |
| ---------- | ------ | ------- | ------- | ------- |
| Број људи: | 23 046 | 22 674  | 22 636  | 21 209  |
| Разлика:   |        | -1,61 % | -0,16 % | -6,30 % |

| Година:    | 2023.  | 2024.   |
| ---------- | ------ | ------- |
| Број људи: | 21 271 | 21 209  |
| Разлика:   |        | -0,29 % |

Према подацима о броју становника из 2011. године округ је имао 22.909 становника. Словаци чине 90,74% становништва.
| Етнички састав (2011)‍ | Етнички састав (2011)‍ | Етнички састав (2011)‍ | Етнички састав (2011)‍ | Етнички састав (2011)‍ |
| --------------------- | --------------------- | --------------------- | --------------------- | --------------------- |
|                       |                       |                       |                       |                       |
| Словаци               | Словаци               |                       | 0                     | 90,74%                |
| Роми                  | Роми                  |                       | 0                     | 1,15%                 |
| остали, непознато     | остали, непознато     |                       | 0                     | 8,11%                 |

## Насеља
У округу се налази два града и 34 насељених мјеста. Градови су Дудинце и Крупина.